# ノー・タイム・トゥ・ダイ (曲)
「ノー・タイム・トゥ・ダイ」（"No Time to Die"）は、アメリカ合衆国の歌手のビリー・アイリッシュが歌い、アイリッシュとその兄のフィニアス・オコネルが制作した楽曲である。映画『007/ノー・タイム・トゥ・ダイ』の主題歌であり、2020年2月13日にダークルームとインタースコープ・レコードより発表された。アイリッシュはレコーディング時点では約18歳であり、『007』シリーズの主題歌を制作・歌唱したアーティストとしては最年少である。この曲はグラミー賞視覚メディア楽曲賞とゴールデングローブ賞主題歌賞を受賞した他、アカデミー歌曲賞を受賞した。
「ノー・タイム・トゥ・ダイ」は全英シングルチャートとアイルランドシングルチャートで1位を獲得した。アイリッシュにとっては初の全英1位シングルであり、また21世紀生まれのアーティストとしては初の同チャート1位であった。また『007』シリーズが全英チャートで1位を獲得したのはこれが2例目であった。「ノー・タイム・トゥ・ダイ」はアメリカのBillboard Hot 100では16位であった。

## 背景
Apple Musicのゼイン・ロウのインタビューにてアイリッシュは兄のフィニアス・オコネルと共に映画『007』シリーズのテーマを想定した曲を作っていたが、その一方でそんなチャンスは無いと考えていたと語った。彼女はまた2019年初頭にこのシリーズに関わる方法を探すように自分のチームに話していたことを『BBCブレックファスト』で明かした。同年8月30日にアイルランドのエレクトリック・ピクニックでのコンサートの後にアイリッシュとフィニアスは『007』のプロデューサーのバーバラ・ブロッコリに会い、その後、次作『007/ノー・タイム・トゥ・ダイ』のテーマを作曲するように誘われ、2人はすぐに了承した。2人は脚本の一部を貰い、テーマ曲の制作を開始した。まず最初にフィニアスがギターで作曲したところ、兄妹の互いのライターズ・ブロックでつまずいた。その後、フィニアスはテキサスのアリーナのグリーンルームでピアノを見つけ、曲の開幕となるリフを弾いたが、アイリッシュはこれを彼らの作曲プロセスの火付け役と表現した。3日間の作曲期間を経て、10月にテキサスのアリーナに停めてあったツアーバスの中でデモを録音した。フィニアスは作曲の後に「他の素晴らしい曲をコピーしていると感じられるものを作っていないことを確認する」ために2人で過去のテーマ曲すべてを聴いてそのオリジナリティを確認した 。
デモはロサンゼルスのハンス・ジマーの事務所に送られ、彼はそれまで聴いたテーマ曲候補の中で最もこれを気に入った。12月19日にアイリッシュとフィニアスはジマーとの作業のためにロンドンに飛び、ジョージ・マーティンのAIRスタジオで70人のオーケストラと共に収録を行った。アイリッシュはこのプロセスは予想以上に協調的であり、「例えば1ヶ月とか半月とか、彼らのチームと私たちのチームとやりとりし、正しく、正しく、正しく理解して様々なバージョンを経てそこにたどり着き、私たち全員が本当に一生懸命に働き、ハンスは信じられないほどとてもやりやすかった」と語った。以前にもジマーの映画音楽で演奏していたギタリストのジョニー・マーも参加し、「僕らはただ『リデュース、リデュース、リデュース』に回帰した」と述べ、アイリッシュの普段の作品のような音楽的にシンプルで、「パフォーマンスの強さにこそパワーがある」ものを望んだ。映画のラフカットを観賞した後、アイリッシュは最後に曲名のベルティングを付け加えた。

## 曲と詞
「ノー・タイム・トゥ・ダイ」はR&Bの影響があるオーケストラル・ポップ・バラードである。トラックは74BPMで進行し、ホ短調である。曲の長さは4分2秒である。アイリッシュのボーカルはE3からD5までにベルテッドB4も含まれる。『インデペンデント』のロワジン・オコナーはこの曲は「ゆっくりとした展開、暗く身震いするようなテーマ、劇的なオーケストレーションなど、最も記憶に残るボンドのテーマの古典的要素を特徴としている」と説明した。『デイリー・ビースト』のキャシー・ダ・コスタはこの曲は「ムーディーで雰囲気のあるピアノ音楽で始まり、ビリーのポップなアルトビブラートが愛、喪失、暴力についての鬱屈しつつも漠然とした言葉とともに忍び込んでくる」と説明した。この曲はハンス・ジマーのオーケストラル・アレンジとジョニー・マーのギターが使用されている。
『ピッチフォーク』のシェルドン・ピアースは歌詞には「映画の予告編でほのめかされた裏切りとスパイの緊張感の体現」が反映れていると指摘した。この曲のコーラスでアイリッシュは恋人の裏切り、より具体的にはボンドがマドレーヌに裏切られたと思い込んでいることを歌っている:
Was I stupid to love you? (君を愛した私が愚かだったのか)
Was I reckless to help? (助けた私は無謀だったのか)
Was it obvious to everybody else (誰の目にも明らかだったのか) 
That I'd fallen for a lie? (私が嘘に嵌まったって)
You were never on my side (君は私の味方ではなかった)
Fool me once, fool me twice (一度騙され、二度も騙され)
Are you death or paradise? (君は死か楽園か)
Now you'll never see me cry (もう君に涙は見せない)

There's just no time to die (死ぬ間もない)

## プロモーション
アイリッシュは2020年1月に『007』シリーズ第25作のパフォーマーとして公式Twitterアカウントを通じて発表された。アイリッシュはこのチャンスを「大変な名誉」と呼び、オコネルは「このような伝説的なフランチャイズで小さな役割を果たすことができてとても幸運に感じている」と語った。『007/ノー・タイム・トゥ・ダイ』の監督であるキャリー・ジョージ・フクナガは2人のファンであると語り、またプロデューサーのマイケル・G・ウィルソンとバーバラ・ブロッコリはこの曲が「非の打ち所がない出来映え」であると述べた。第92回アカデミー賞の授賞式でアイリッシュはこのバラードが「書いた」、「仕上がった」と語った。
アイリッシュは2020年2月18日に開催された2020年ブリット・アワードでフィネアス、ジマー、マーと共にこの曲を初めてライブで披露した。

## ミュージック・ビデオ
2020年10月1日に「ノー・タイム・トゥ・ダイ」の公式ミュージック・ビデオが公開された。ビデオは白黒で撮影され、1995年以降、『007/慰めの報酬』（2008年）を除く『007』シリーズのタイトル・シーケンスをデザインしたダニエル・クラインマンが監督を務めた。このビデオではジェームズ・ボンド（ダニエル・クレイグ）とマドレーヌ・スワン（レア・セドゥ）が恋に落ちる映画の場面を挟みつつ、アイリッシュが古風なマイクを使ってカメラ目線で歌う姿が描かれている。ジャスティン・カートは『ヴァルチャー』誌上にてビデオが「スモーキー・ラウンジシンガーの雰囲気」を持っていると言及した。また『エンターテイメント・トゥナイト』のレイチェル・マクラディは「マドレーヌは何らかの形で007を裏切っており、エージェントが不信感を抱きながら恋人を見つめるショットが映像で継続的に共有されている」と指摘した。

## 批評家の反応
『ガーディアン』のアレクシス・ペトリディスは「ノー・タイム・トゥ・ダイ」は「自身に満ち溢れ」、「ボンドのテーマのカノンに魅力的な要素を加えている」と概ね肯定的な評価を下した。『バラエティ』誌上でクリス・ウィルマンはこの曲は過去の25年から30年の間に書かれた『007』のテーマの中で最も優れたものの1つであると評した。『インデペンデント』のロイジン・オコネルは「ノー・タイム・トゥ・ダイ」はここしばらくで最高の『007』のテーマの1つであると評した。『スラント・マガジン』のアレクサ・キャンプは「劇的で暗く映画的なトラックは過去の『007』のテーマと共通する」と評した。『デイリー・ビースト』のキャリー・ダ・コスタはこの曲はシャーリー・バッシーの「ゴールドフィンガー」とナンシー・シナトラの「007は二度死ぬ」の「レベルには達していない」と評しつつ、確かに「アイリッシュのベストではないが、最近のボンド・ユニバースは十分に事足りている」と述べた。
2020年6月、『ビルボード』は「ノー・タイム・トゥ・ダイ」をこの時点までの2020年のベスト曲で22位と位置づけた。

### 受賞とノミネート
| 主催                                       | 授賞式         | 部門                                                       | 結果       | 参照   |
| ------------------------------------------ | -------------- | ---------------------------------------------------------- | ---------- | ------ |
| アカデミー賞                               | 2022年3月27日  | 歌曲賞                                                     | 受賞       | [ 33 ] |
| カプリ・ハリウッド国際映画祭               | 2022年1月3日   | 歌曲賞                                                     | 受賞       | [ 34 ] |
| シカゴ・インディ批評家賞                   | 2022年1月8日   | 歌曲賞                                                     | 受賞       | [ 35 ] |
| セントラル・フロリダ批評家協会賞           | 2022年1月7日   | 歌曲賞                                                     | 受賞       | [ 36 ] |
| クリティクス・チョイス・アワード           | 2022年3月13日  | 歌曲賞                                                     | 受賞       | [ 37 ] |
| デンバー映画批評家協会賞                   | 2022年1月17日  | 歌曲賞                                                     | 受賞       | [ 38 ] |
| ジョージア映画批評家協会賞                 | 2022年1月14日  | 歌曲賞                                                     | 受賞       | [ 39 ] |
| ゴールデングローブ賞                       | 2022年1月9日   | 主題歌賞                                                   | 受賞       | [ 40 ] |
| グラミー賞                                 | 2021年3月14日  | 視覚メディア楽曲賞                                         | 受賞       | [ 41 ] |
| ハワイ映画批評家協会賞                     | 2022年1月13日  | 歌曲賞                                                     | 受賞       | [ 42 ] |
| ハリウッド批評家協会映画賞                 | 2022年2月28日  | 歌曲賞                                                     | ノミネート | [ 43 ] |
| ハリウッド・ミュージック・イン・メディア賞 | 2021年11月17日 | フィーチャー映画歌曲賞                                     | 受賞       | [ 44 ] |
| ヒューストン映画批評家協会賞               | 2022年1月19日  | 歌曲賞                                                     | ノミネート | [ 45 ] |
| ラスベガス映画批評家協会賞                 | 2021年12月13日 | 歌曲賞                                                     | 受賞       | [ 46 ] |
| ミュージックシティ映画批評家協会賞         | 2022年1月25日  | 歌曲賞                                                     | 受賞       | [ 47 ] |
| ノースカロライナ映画批評家協会賞           | 2022年1月5日   | 歌曲賞                                                     | 受賞       | [ 48 ] |
| ノースダコタ映画協会賞                     | 2022年1月17日  | 歌曲賞                                                     | 受賞       | [ 49 ] |
| フェニックス映画批評家協会賞               | 2021年1月13日  | 歌曲賞                                                     | 受賞       | [ 50 ] |
| サテライト賞                               | 2022年4月2日   | 歌曲賞                                                     | ノミネート | [ 51 ] |
| 作曲・作詞家協会賞                         | 2022年3月8日   | ドラマティックまたはドキュメンタリー視覚メディア作品歌曲賞 | 受賞       | [ 52 ] |
| 『バラエティ』ヒットメーカーズ             | 2021年12月3日  | 映画歌曲賞                                                 | 受賞       | [ 53 ] |

## クレジットとパーソネル
TIDALと007.comより。
- ビリー・アイリッシュ - ボーカル、ソングライティング
- フィアニス - プロダクション、ソングライティング、ベース、パーカッション、ピアノ、シンセサイザー、ドラム・プログラミング、ボーカル・アレンジメント
- ステファン・リプソン（英語版） - プロダクション、ミキシング
- ジョニー・マー - ギター
- ハンス・ジマー - オーケストラル・アレンジメント
- マット・ダンクリー - オーケストラル・アレンジメント
- ロブ・キネルスキー（英語版） - ミキシング
- ケーシー・クアヨ - ミックス・エンジニアリング
- イーライ・ハイスラー - ミックス・エンジニアリング
- ジョン・グリーナム - マスタリング

## トラックリスト
デジタルダウンロード
- 「ノー・タイム・トゥ・ダイ」

7インチシングル
- 「ノー・タイム・トゥ・ダイ」
- 「ノー・タイム・トゥ・ダイ」 (インストゥルメンタル)

限定版レコード・ストア・デイ7インチシングル
- 「ノー・タイム・トゥ・ダイ」 (ライヴ・アト・ザ・ブリット・アワード)
- 「ノー・タイム・トゥ・ダイ」 (デモ)

## チャート
| チャート (2020-2021)                           | 最高 順位 |
| ---------------------------------------------- | --------- |
| オーストラリア (ARIA)                          | 4         |
| オーストリア (Ö3 Austria Top 40)               | 2         |
| ベルギー (Ultratop 50 Flanders)                | 3         |
| ベルギー (Ultratop 50 Wallonia)                | 42        |
| カナダ (Canadian Hot 100)                      | 11        |
| チェコ (Rádio Top 100)                         | 99        |
| チェコ (Singles Digitál Top 100)               | 1         |
| デンマーク (Tracklisten)                       | 4         |
| エストニア (Eesti Tipp-40)                     | 1         |
| ユーロ・デジタル・ソング・セールス (Billboard) | 1         |
| フィンランド (Suomen virallinen lista)         | 3         |
| フランス (SNEP)                                | 26        |
| ドイツ (GfK Entertainment charts)              | 5         |
| Global 200 (Billboard)                         | 166       |
| ギリシャ (IFPI)                                | 2         |
| ハンガリー (Single Top 40)                     | 1         |
| ハンガリー (Stream Top 40)                     | 1         |
| アイスランド (Plötutíðindi)                    | 3         |
| アイルランド (IRMA)                            | 1         |
| イスラエル (Media Forest)                      | 4         |
| イタリア (FIMI)                                | 25        |
| 日本 (Japan Hot 100)                           | 63        |
| マレーシア (RIM)                               | 4         |
| オランダ (Dutch Top 40)                        | 15        |
| オランダ (Single Top 100)                      | 3         |
| ニュージーランド (Recorded Music NZ)           | 9         |
| ノルウェー (VG-lista)                          | 3         |
| ポルトガル (AFP)                               | 6         |
| スコットランド (Official Charts Company)       | 1         |
| シンガポール (RIAS)                            | 5         |
| スロバキア (Singles Digitál Top 100)           | 1         |
| スペイン (PROMUSICAE)                          | 43        |
| スウェーデン (Sverigetopplistan)               | 3         |
| スイス (Schweizer Hitparade)                   | 2         |
| UK シングルス (OCC)                            | 1         |
| US Billboard Hot 100                           | 16        |
| US Hot Rock & Alternative Songs (Billboard)    | 22        |
| US 『ローリング・ストーン』トップ100           | 4         |

| チャート (2020)                                          | 順位 |
| -------------------------------------------------------- | ---- |
| ベルギー (ウルトラトップ・フランドル)                    | 88   |
| ハンガリー (シングル・トップ40)                          | 48   |
| ハンガリー (ストリーム・トップ40)                        | 75   |
| アイスランド (Plötutíðindi)                              | 79   |
| ポルトガル (AFP)                                         | 129  |
| スイス (スイス・ヒットパレード)                          | 84   |
| UKシングル (OCC)                                         | 63   |
| USホット・ロック&オルタナティブ・ソング (『ビルボード』) | 65   |

## 認定
| 国/地域                                                     | 認定        | 認定/売上数 |
| ----------------------------------------------------------- | ----------- | ----------- |
| オーストラリア (ARIA)                                       | Platinum    | 70,000      |
| オーストリア (IFPI Austria)                                 | Gold        | 15,000      |
| カナダ (Music Canada)                                       | Platinum    | 80,000      |
| デンマーク (IFPI Danmark)                                   | Gold        | 45,000      |
| イタリア (FIMI)                                             | Gold        | 35,000      |
| ニュージーランド (RMNZ)                                     | Gold        | 15,000      |
| ノルウェー (IFPI Norway)                                    | Gold        | 30,000      |
| ポーランド (ZPAV)                                           | 2× Platinum | 100,000     |
| ポルトガル (AFP)                                            | Platinum    | 10,000      |
| イギリス (BPI)                                              | Platinum    | 600,000     |
| アメリカ合衆国 (RIAA)                                       | Platinum    | 1,000,000   |
| ギリシャ (IFPI Greece)                                      | Gold        | 1,000,000   |
| 認定のみに基づく売上数と再生回数 · 認定のみに基づく再生回数 |             |             |

## 発表史
| 地域     | 日付           | フォーマット                        | レーベル                                 | 参照           |
| -------- | -------------- | ----------------------------------- | ---------------------------------------- | -------------- |
| 多数     | 2020年2月13日  | デジタルダウンロード ストリーミング | ダークルーム インタースコープ            | [ 116 ] [ 54 ] |
| イタリア | 2020年2月14日  | コンテンポラリー・ヒット・ラジオ    | ユニバーサル                             | [ 117 ]        |
| ロシア   | 2020年2月19日  | コンテンポラリー・ヒット・ラジオ    | ユニバーサル                             | [ 118 ]        |
| 多数     | 2020年9月14日  | 7インチ・シングル                   | ダークルーム インタースコープ            | [ 119 ]        |
| 多数     | 2020年10月5日  | 7インチ・ピクチャー・ディスク       | ダークルーム インタースコープ ポリドール | [ 120 ]        |
| 多数     | 2021年11月26日 | RSD 7インチ・シングル               | ダークルーム インタースコープ            | [ 57 ]         |